# Vrh pri Hinjah
Vrh pri Hinjah este o localitate din comuna Žužemberk, Slovenia, cu o populație de 49 de locuitori.